# SsangYong Kyron
SsangYong Kyron – samochód osobowy typu SUV klasy średniej produkowany pod południowokoreańską marką SsangYong w latach 2005 – 2015.

## Historia i opis modelu

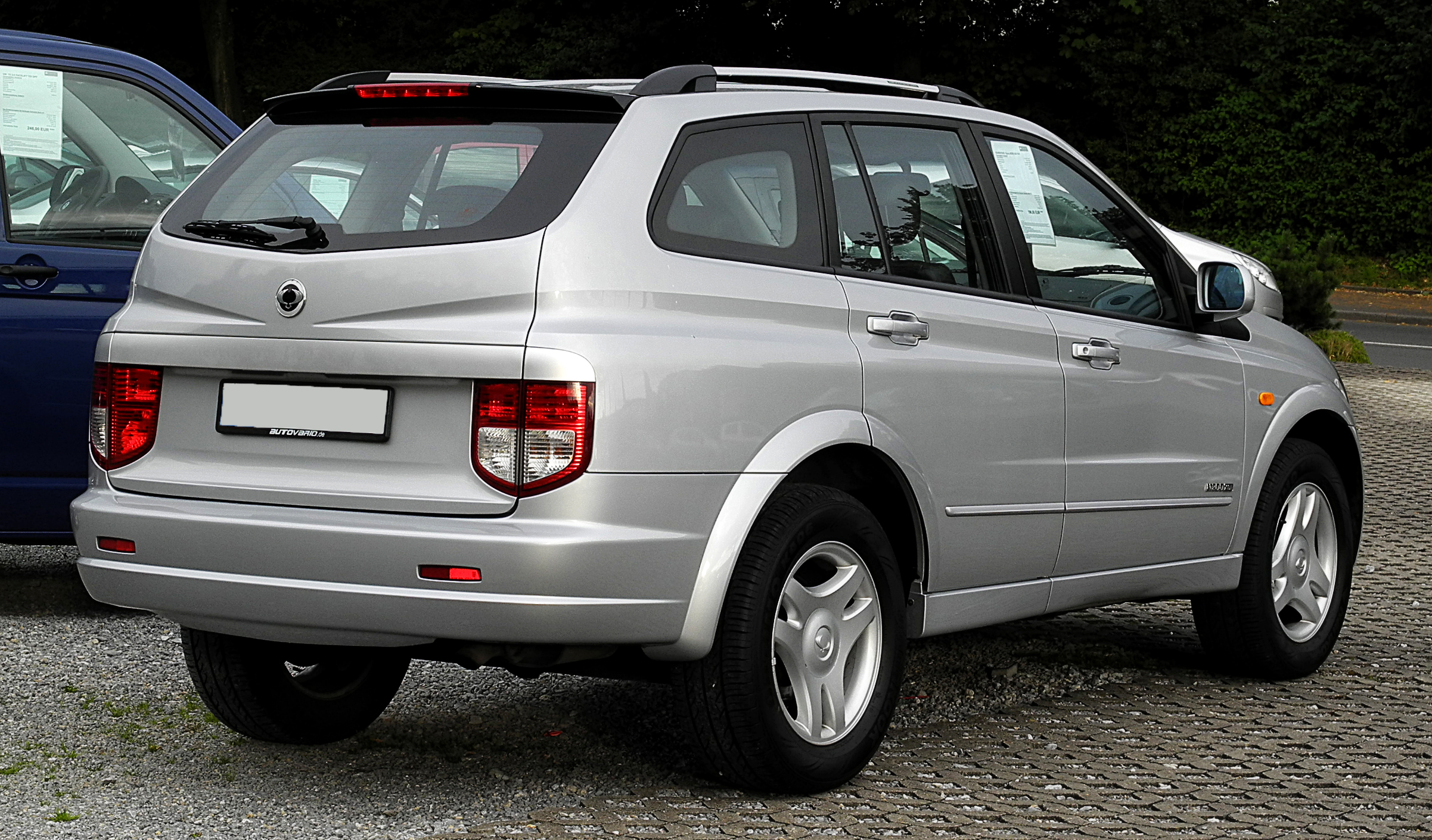
SsangYong Kyron - tył

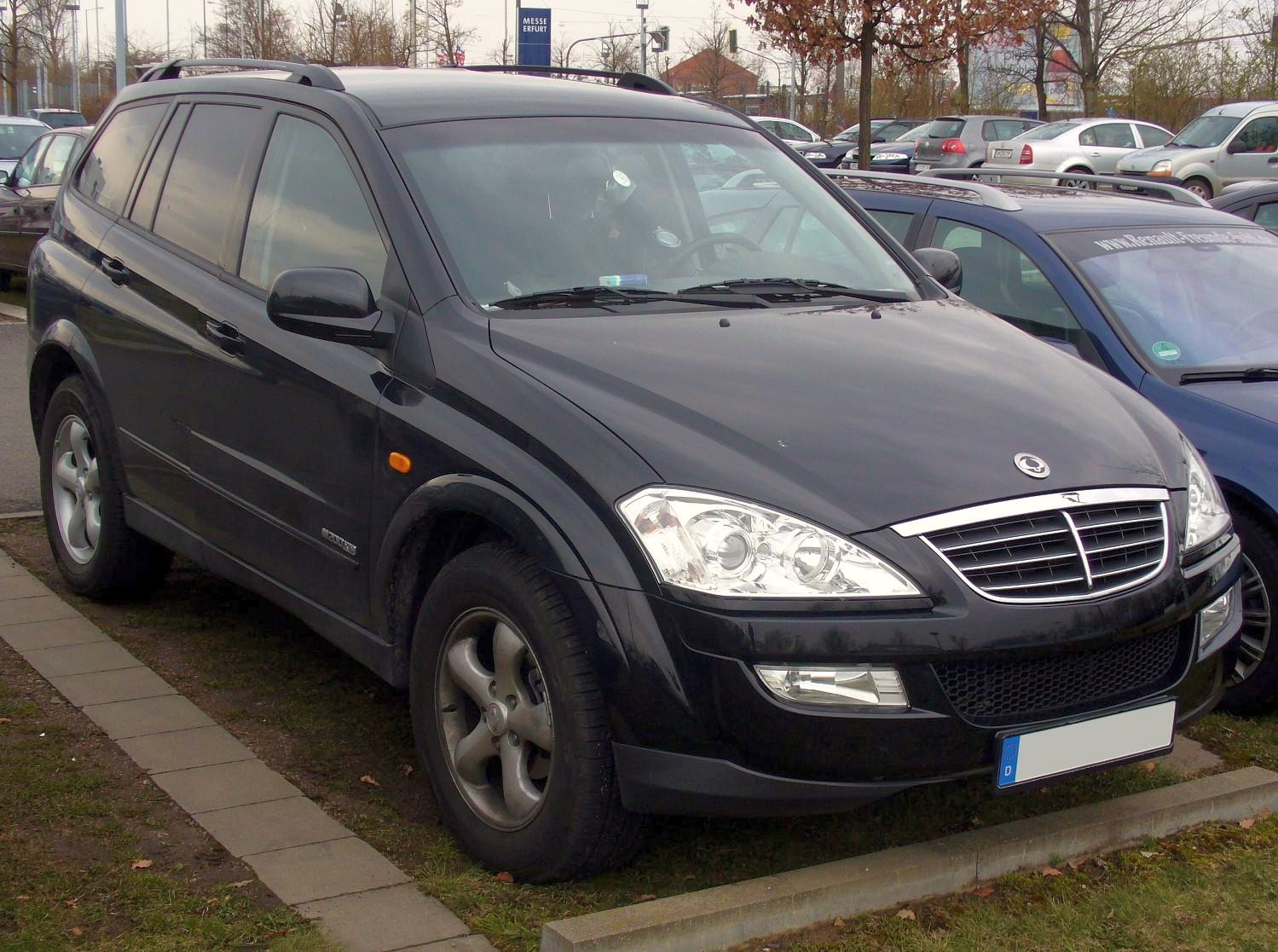
SsangYong Kyron po liftingu

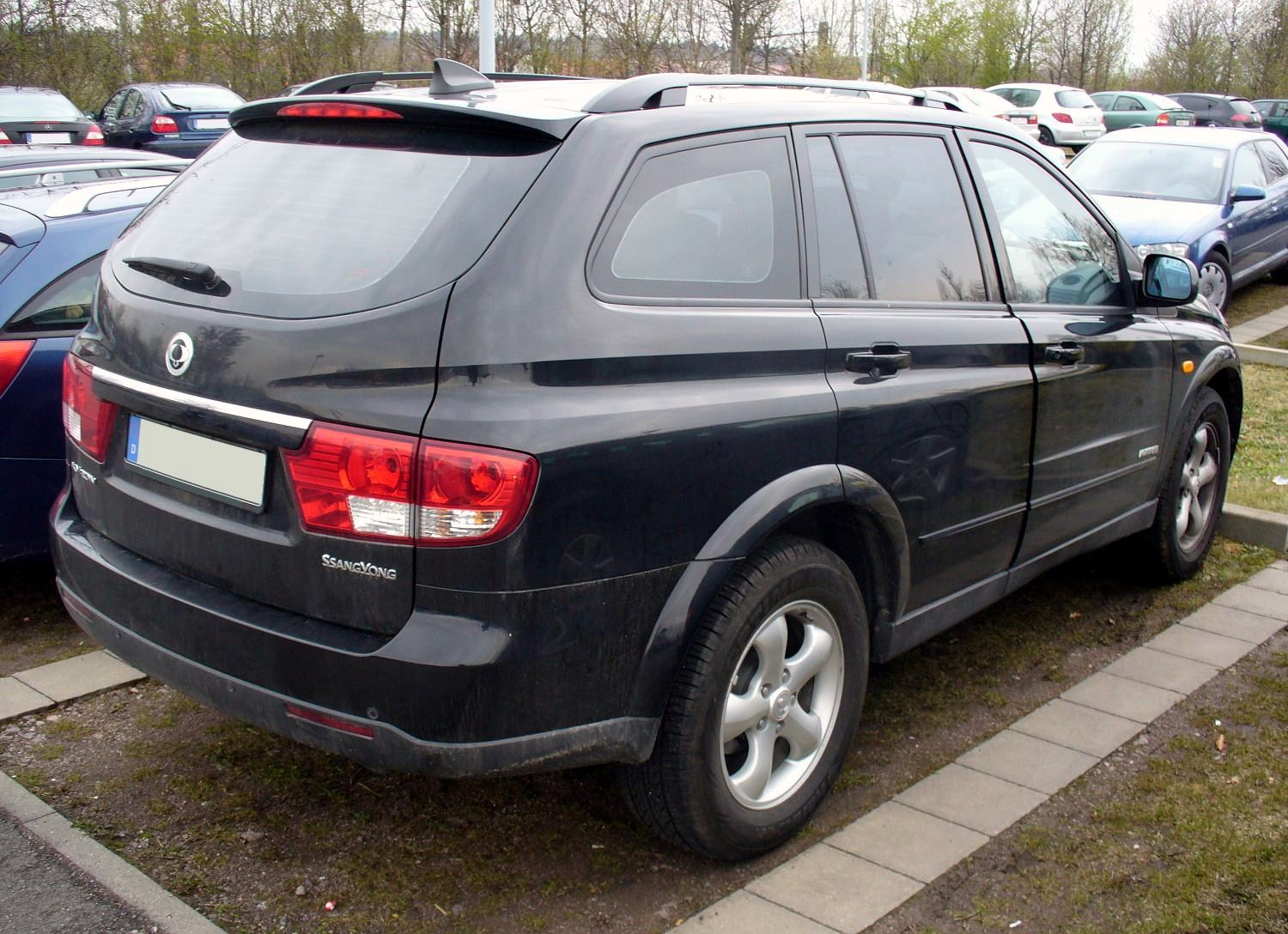
SsangYong Kyron - tył po liftingu

W listopadzie 2005 roku SsangYong przedstawił nowego, średniej wielkości SUV-a Kyron będącego pierwszym pojazdem południowokoreańskiego producenta zbudowanym za przynależności do chińskiego koncernu SAIC, na którym oparto także bliźniaczy model Roewe W5.
Podobnie jak inne pojazdy w ówczesnym portfolio SsangYonga, Kyron oparto na rozwiązaniach technicznych pochodzących Mercedesa z czasów, kiedy oba przedsiębiorstwa ze sobą współpracowały, na czele z silnikiem wysokoprężnym niemieckiej konstrukcji. Pojazd charakteryzuje awangardowa stylizacja, na czele z dużymi wlotami z przodu, a także przetłoczeniem na boku, które staje się głębsze aż do tylnej klapy.
W planach było poszerzenie gamy Kyrona także o spalinowo-elektryczny wariant hybrydowy zaprezentowany po raz pierwszy w prototypie C200, którego nie udało się jednak wdrożyć z powodu kłopotów finansowych SsangYonga.

### Lifting
W 2007 roku Kyron przeszedł obszerną restylizację nadwozia. Zmieniona została m.in. atrapa chłodnicy, przednie reflektory, a także przeciwmgielne i kształt tylnych lamp, które stały się szerze i większe. Wzbogacono do tego listę wyposażenia.

### Wersje wyposażeniowe
- Comfort
- Comfort Plus
- Elegance
- Elegance Plus
- Elite
- Premium

W zależności od wersji wyposażeniowej, pojazd wyposażony mógł być m.in. w system ABS z EBD, ESP i TCS, elektryczne sterowanie szyb, elektryczne sterowanie lusterek, światła przeciwmgłowe, wielofunkcyjną kierownicę, czujnik deszczu i zmierzchu, elektrycznie sterowane fotele przednie, klimatyzację automatyczną, zamek centralny z pilotem, radio CD/MP3 oraz skórzaną tapicerkę i koło kierownicy, a także stację multimedialną z ekranem dotykowym oraz DVD i tunerem TV oraz elektrycznie sterowany szyberdach, podgrzewanie przednich foteli i lusterek zewnętrznych, a także przedniej szyby i tempomat. Auto wyposażone może być także m.in. w system zapobiegania wywróceniu się pojazdu (ARP) oraz kontroli zjazdu ze wzniesienia (HDC).

### Silniki
| 2.0 XDi | 1998 | R4 | 141 (104)/4000 | 310/1800-2750 | 16,2 | 175 |
| 2.7 XDi | 2696 | R5 | 165/4000       | 340/1800-2750 | 12,8 | 185 |